# Henry Clifton Sorby
Henry Clifton Sorby ( 10 de mayo de 1826 - 9 de marzo de 1908) fue un geólogo y microscopista inglés, nacido en Woodbourne, cerca a Sheffield, Yorkshire.
Estudió en Sheffield Collegiate School.
Desde joven desarrolló un gran interés en las ciencias naturales, y uno de sus primeros escritos hacía referencia a la excavación de valles en Yorkshire.
Realizó un estudio de rocas y minerales en el microscopio, y publicó sus memorias con el título "On the Microscopical Structure of Crystals" en 1858. En Inglaterra fue un pionero en petrografía, ganando la Medalla Wollaston en 1869.

## Honores
Tanto la Asociación Internacional de Sedimentologistas como la Sociedad Geológica de Yorkshire tienen una medalla llamada la Medalla Sorby. Dorsa Sorby, en la luna, tiene su nombre.